# Klein Besten
Klein Besten ist ein bewohnter Gemeindeteil der Gemeinde Bestensee im Landkreis Dahme-Spreewald in Brandenburg. Die früher selbstständige Gemeinde wurde am 1. April 1938 mit dem benachbarten Groß Besten zu der neuen Gemeinde Bestensee zusammengelegt.

## Lage
Klein Besten liegt etwa 37 Kilometer südlich des Stadtzentrums von Berlin sowie südlich der Stadt Königs Wusterhausen. Umliegende Ortschaften sind Groß Besten im Norden, Pätz im Osten, Groß Köris im Süden, die Ortsteile Motzen und Gallun der Stadt Mittenwalde im Südwesten und Westen sowie Krummensee im Nordwesten.
Innerhalb der Gemarkung Klein Bestens liegt der Klein Bestener See sowie zwei kleinere Seen, die von einem Campingplatz umgeben sind, zudem grenzt die Gemarkung des Gemeindeteils an den Pätzer Vordersee und den Pätzer Hintersee. Südlich in der Gemarkung von Klein Besten liegen die im letzten Jahrhundert entstandenen Wohnplätze Vordersiedlung und Hintersiedlung.
In Klein Besten verläuft die Landesstraße 743. Nördlich verläuft die Bundesstraße 246, die sich kurz hinter Klein Besten mit der Bundesstraße 179 trifft und das Dorf an die Bundesautobahn 13 anschließt. Ein kurzes Teilstück der Autobahn 13 in Fahrtrichtung Berlin verläuft durch Klein Bestener Gemarkung. Mitten durch den Ort führt die Bahnstrecke Berlin–Görlitz, deren Haltepunkt Bestensee sich in Klein Besten befindet.

## Geschichte

### Frühzeit bis 17. Jahrhundert

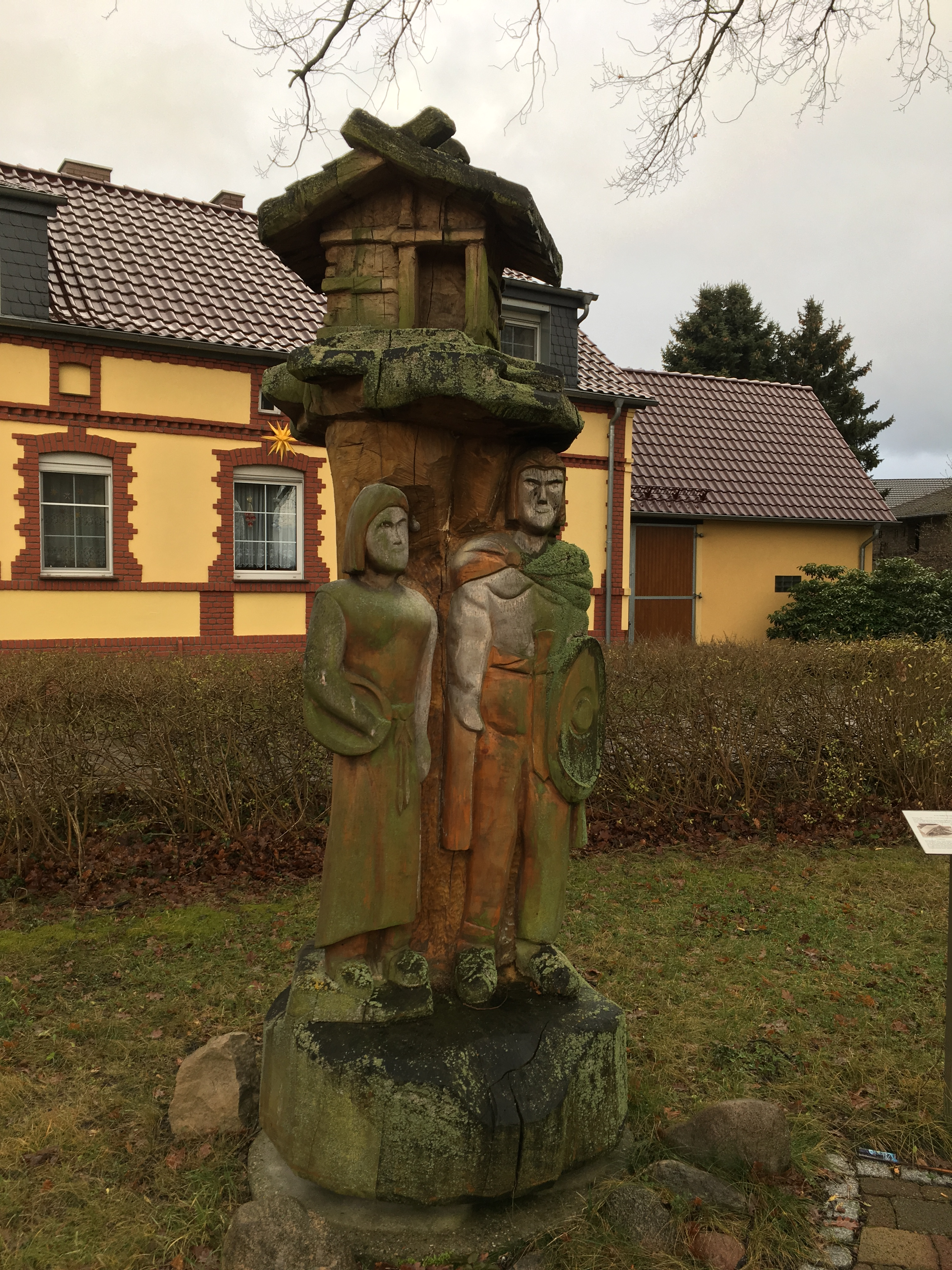
Germanenskulptur am Dorfanger

Das Dorf Klein Besten geht auf die slawische Siedlung Bestwin zurück, die an dieser Stelle in etwa im 5. Jahrhundert von slawischen Siedlern angelegt wurde. 1375 wurde das Dorf Bestwy(i)n parwa im Landbuch Karls IV. erstmals urkundlich erwähnt, der Ortsname bedeutet in etwa guter Holunder, was auf die Holunderstäucher am Ufer des Klein Bestener Sees zurückzuführen ist. Klein Besten wurde, wie Groß Besten auch, als Rundlingsdorf angelegt. Diese Form des Dorfkerns dient als Indiz für die ehemalige Existenz eines slawischen Burgwalls, bei Ausgrabungen zwischen 2005 und 2008 wurden Überreste von Haus- und Siedlungsstellen gefunden. In Klein Besten befanden sich die Bauernhäuser um die Dorfmitte herum und erstrecken sich bis zum Klein Bestener See. Die Gemarkung war zu dieser Zeit 12 Hufen groß, davon gehörten dem Schulzen vier Hufen. Vermutlich im 13. oder 14. Jahrhundert wurde Klein Besten an die Ritterfamilie derer Schenken von Landsberg und Seyda verkauft, die im 14. Jahrhundert durch den Ankauf von 15 weiteren Dörfern das Schenkenländchen formten. Zu dieser Zeit bildete sich aus einem Hof des Rittergutes Groß Besten ein kleineres Rittergut in Klein Besten, dass allerdings schon vor 1584 wieder wüst gefallen sein muss. Aus dem Jahr 1436 ist die Schreibweise Cleinen Bestwyn überliefert, bevor 1546 erstmals Klein Besten erschien.
Vor dem Dreißigjährigen Krieg lebten im Ort fünf Hufner, sieben Kötter sowie ein Hirte. Sie waren verpflichtet, Abgaben zu errichten. Die Hufner mussten einen Taler, der Schulze – aufgeführt mit nur noch zwei Hufen – gab einen Taler und 18 Groschen, die Kötter und der Hirte je 12 Groschen. Im Krieg kam es in Klein Besten zu Überfällen, Morden und Brandstiftungen durch die schwedische Armee. Durch den Krieg, Hungertode sowie Seuchen wie der Pest oder Pocken ging die Einwohnerzahl in Klein Besten stark zurück, sodass nach 1647 nur noch ein Viertel bis ein Halb so viele Einwohner im Ort lebten wie vor 1617. In den darauf folgenden Jahren stieg die Bevölkerungszahl nur langsam wieder an. 1652 gab es einen Erbschulzen, sieben Bauern und einen Sohn.
Nach dem Dreißigjährigen Krieg wechselten die Besitzer des Schenkenländchens sehr oft. Innerhalb von weniger als vierzig Jahren wurde das Schenkenländchen, und damit auch Klein Besten, von den Adelsfamilien von Jena, von Danckelmann, von Loeben, von Puttlitz sowie weiteren Familien gepachtet. 1657 kaufte Johann Friedrich von Loeben für 18.000 Reichstaler das Dorf Schenkendorf sowie die Herrschaftsrechte einiger umliegender Dörfer, darunter auch Klein Besten. 1683 wurde das Amt Wendisch Wusterhausen mit dem Erwerb durch den späteren Kurfürsten Friedrich III. landesfürstlicher Besitz.

### 18. Jahrhundert
1705 gab es im Ort einen Lehnschulzen, vier Bauernhöfe (davon einer wüst), vier Ganzkötter, zwei Halbkötter, einen wüsten Kötterhof sowie einen Hirten. Am 11. Februar 1717 kaufte der preußische König Friedrich I., der sich bereits im Besitz der Städte Teupitz und Wendisch/Königs Wusterhausen befand, die Herrschaft Schenkendorf mit den dazugehörigen Dörfern Groß und Klein Besten, Krummensee, Pätz und Körbiskrug von Curt Hildebrand von Loeben für 56.000 Taler. Im 18. Jahrhundert kam es zu Erhöhungen der Steuern und Fronarbeiten durch die Landadligen gegenüber der Bauern. Die Bauern in Klein Besten wurden verpflichtet, wöchentlich mindestens drei Stunden Spanndienste für den Adel zu leisten. Viele Bauern des Dorfes verarmten dadurch. Aus dem Jahr 1745 sind lediglich noch fünf Bauern und fünf Kötter überliefert. Im Siebenjährigen Krieg fielen 1757 österreichisch-ungarische Husaren in Klein Besten ein. Die Einwohner hatten für die Verpflegung der Husaren und ihrer Pferde zu sorgen und mussten zudem Beköstigungsgelder zahlen. 1771 hatte sich die Situation nur wenig entspannt. Es gab 10 Giebel (=Wohnhäuser), einen Hirten, ein Paar Hausleute. Sie mussten für sechs Hufen je vier Groschen Abgaben leisten. Ein Jahr später waren es nur noch ein Bauer und neun Kötter.

### 19. Jahrhundert
In den darauffolgenden Jahrzehnten kam es zu einem bescheidenen wirtschaftlichen Aufschwung, der sich auch in neuen Ansiedlungen niederschlug. 1801 gab es in Klein Besten 19 Feuerstellen, 10 Ganzkötter, sieben Büdner, drei Einlieger und einen Krug; 1840 waren es bereits 18 Wohnhäuser. Die Dorfstruktur blieb jedoch überwiegend ländlich geprägt: 1858 gab es lediglich neun Besitzungen. Eine war 577 Morgen groß, daneben acht weitere mit einer Größe von 30 bis 300 Morgen, die zusammen 2037 Morgen bewirtschafteten. Sieben weitere Besitzungen waren 5 bis 30 Morgen groß und umfassten zusammen 60 Morgen. Eine weitere Besitzung war lediglich ein Morgen groß. Die Statistik verzeichnete allerdings auch zwei Zimmergesellen, zwei Schiffseigentümer mit zwei Gehilfen und zwei Stromfahrzeugen sowie den bereits erwähnten Krug. 1860 war die Ortschaft auf 23 Wohn- und 38 Wirtschaftsgebäude angewachsen. Die Bauern bewirtschafteten insgesamt 2678 Morgen, überwiegend Wald mit 1280 Morgen. Hinzu kamen 724 Morgen Acker, 350 Morgen Weide, 295 Morgen Wiese sowie 26 Morgen Gartenland. 1892 wurde im Süden Klein Bestens ein neuer Kommunalfriedhof angelegt, im folgenden Jahr wurde der alte Friedhof an der Dorfkirche Groß Besten für Erdbestattungen geschlossen. Am 26. Februar 1893 fand mit der Bestattung des ehemaligen Gemeindevorstehers Carl Ferdinand Kerstan die erste Beerdigung auf dem neuen Friedhof statt. 1896 wurde Klein Besten an den Verkehrsweg zwischen Mittenwalde und dem Beeskow-Storkower Land angeschlossen. In den folgenden Jahren wurde das Dorf zudem an das Stromnetz angeschlossen. Zudem wurde verstärkt mit dem Bau privater Wohngebäude begonnen, wodurch die Einwohnerzahl in Klein Besten stark anstieg.

### 20. und 21. Jahrhundert

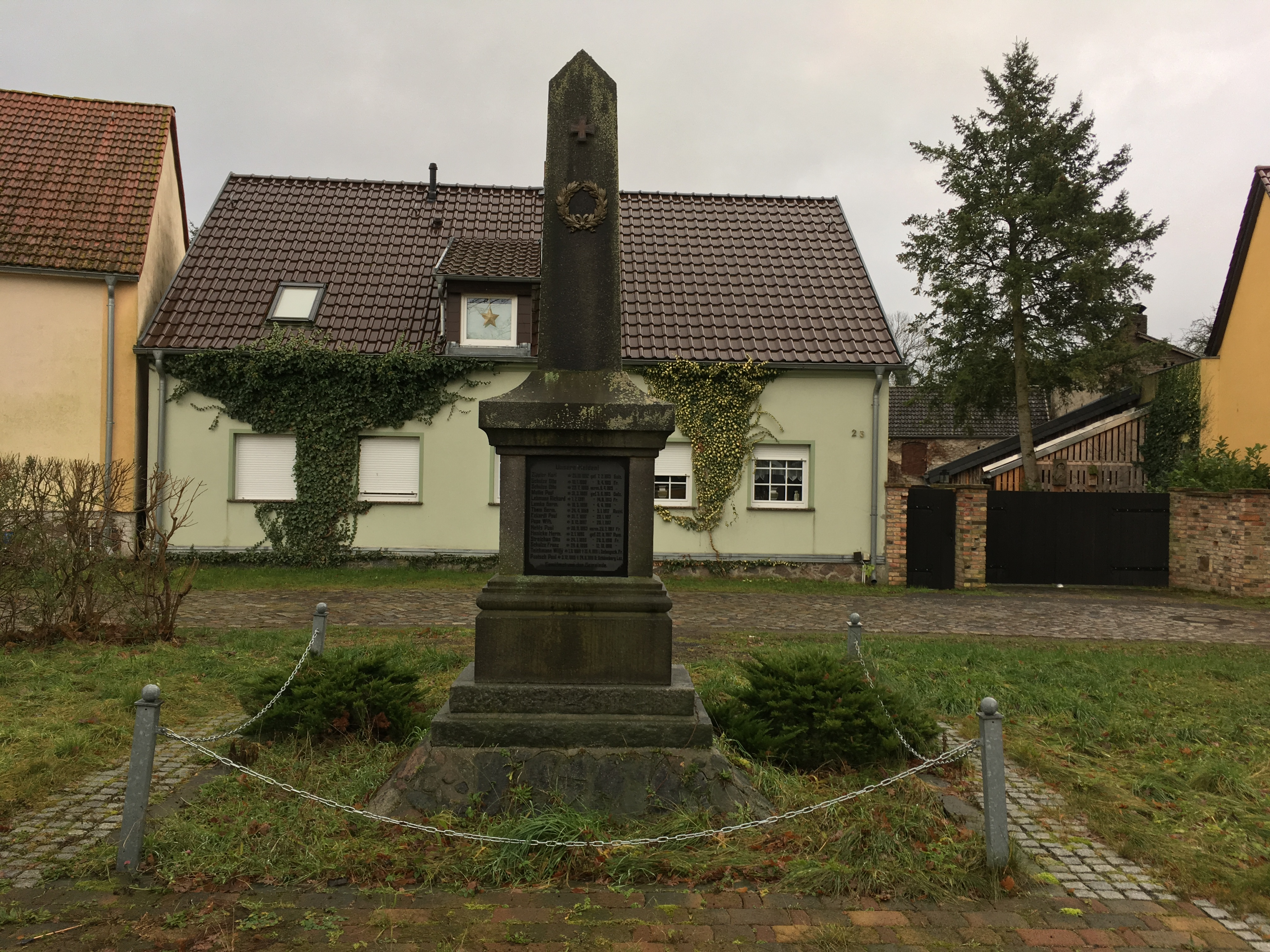
Gefallenendenkmal in Klein Besten

Im Jahr 1900 gab es im Ort 53 Häuser. Ab etwa zu Beginn des 20. Jahrhunderts wurde in Klein Besten und der Umgebung Ton abgebaut. Dies führte zu weiteren Ansiedlungen, so dass es 1931 bereits 84 Wohnhäuser gab. In der Zeit des Nationalsozialismus gründete sich in Klein Besten unter anderem ein NS-Kindergarten, das Deutsche Jungvolk, die Hitlerjugend, der Bund Deutscher Mädel sowie der Reichsarbeitsdienst (RAD). Als Bürgermeister wurde der NSDAP-Parteigenosse Hackbarth eingesetzt. Unter seiner Leitung wurden Einheiten des RAD zum Bau eines Entwässerungsgrabens, zum Straßenbau sowie zur Kulturarbeit eingesetzt. Per Erlass des Oberpräsidenten der Provinz Brandenburg vom 7. Januar 1938 wurde Klein Besten am 1. April 1938 in die Gemeinde Groß Besten eingegliedert, die neu gebildete Gemeinde sollte zunächst den Namen Groß Besten führen, später wurde allerdings der Name Bestensee festgelegt. Nach den Novemberpogromen 1938 wurde die Hauptstraße wurde in Adolf-Hitler-Straße umbenannt. 1941 wurde der Tonabbau aus wirtschaftlichen Gründen eingestellt und die dabei entstandenen Gruben wurden geflutet. Am 26. April 1945 erreichte die Rote Armee den Ort.
Das Gebäude der Rathenauschule in Klein Besten wurde nach dem Ende des Zweiten Weltkrieges vorübergehend als Kriegslazarett genutzt, standen aber bereits ab Juni 1945 wieder für den Schulunterricht zur Verfügung. Anfang der 1950er-Jahre wurden die Bauern in Klein und Groß Besten in einer Landwirtschaftlichen Produktionsgenossenschaft zusammengefasst. Am 7. März 1946 gründete sich im Ort die Freie Deutsche Jugend.
In den 1950er-Jahren wurde mit der Restaurierung der durch den Krieg beschädigten Gebäude begonnen. Daneben entstanden mehrere Plattenbauten im nordöstlichen Teil Klein Bestens. Diese wurden als Büros der Freien Deutschen Jugend genutzt und später von den Grenztruppen der DDR bezogen. In der ab den 1960er-Jahren neu angelegten Rudi-Arnstadt-Siedlung lebten überwiegend die Familien der bei den Grenztruppen beschäftigten Offiziere. Die Schüler aus Klein Besten besuchten ab dem 1. September 1969 die neu gegründete POS Rudi-Arnstadt-Oberschule. Das kulturelle Leben wurde durch den Männerchor sowie eine Schullaienspielgruppe bereichert. Hinzu kam ein umfangreiches Vereinswesen. So veranstalteten die Kleingärtner und Kleintierzüchter die Rosenbaumfeste im Ort. Der DFD war wie auch die Volkssolidarität ebenfalls aktiv. 1989 wurde das Bahnhofsgebäude modernisiert.

### Verwaltungstechnische Zugehörigkeit
Klein Besten lag seit jeher im Königreich Preußen. Bei der Kreisneubildung 1816 kam die Gemeinde an den Landkreis Teltow. Zum 1. April 1936 wurde Klein Besten per Amtsbeschluss mit Groß Besten zur Gemeinde Bestensee vereinigt. Am 25. Juli 1952 wurde Klein Besten dem neu gebildeten Kreis Königs Wusterhausen im Bezirk Potsdam zugeordnet. Nach der Wende lag Klein Besten zunächst im Landkreis Königs Wusterhausen in Brandenburg. Nach der Kreisreform im Dezember 1993 kam Klein Besten in den neu gebildeten Landkreis Dahme-Spreewald.

## Bevölkerungsentwicklung
| Jahr      | 1734 | 1772 | 1801 | 1817 | 1840 | 1858 | 1895 | 1925 |
| Einwohner | 79   | 81   | 121  | 93   | 143  | 165  | 326  | 549  |

## Weiteres
Die mittelmärkische Mundart von Groß und Klein Besten wurde 1907 von Max Siewert in einer Ortsgrammatik dokumentiert.

## Nachweise
1. ↑  Reinhard E. Fischer: Die Ortsnamen der Länder Brandenburg und Berlin. Alter – Herkunft – Bedeutung. be.bra Wissenschaft, Berlin 2005, S. 26.
2. 1 2 3  Wolfgang Purann: Bestensee. Die Chronik eines märkischen Dorfes. Bestensee 2006 (mediapur.de).
3. ↑  Klein Besten im Geschichtlichen Ortsverzeichnis. Abgerufen am 26. März 2018.
4. ↑  Max Siewert: Die Mundart von Besten (Kreis Teltow, Prov. Brandenburg). In: Jahrbuch des Vereins für niederdeutsche Sprachforschung [Niederdeutsches Jahrbuch]. Band 33, 1907, S. 9–26 (archive.org).